# 科孚圣雅各伯贵族剧院

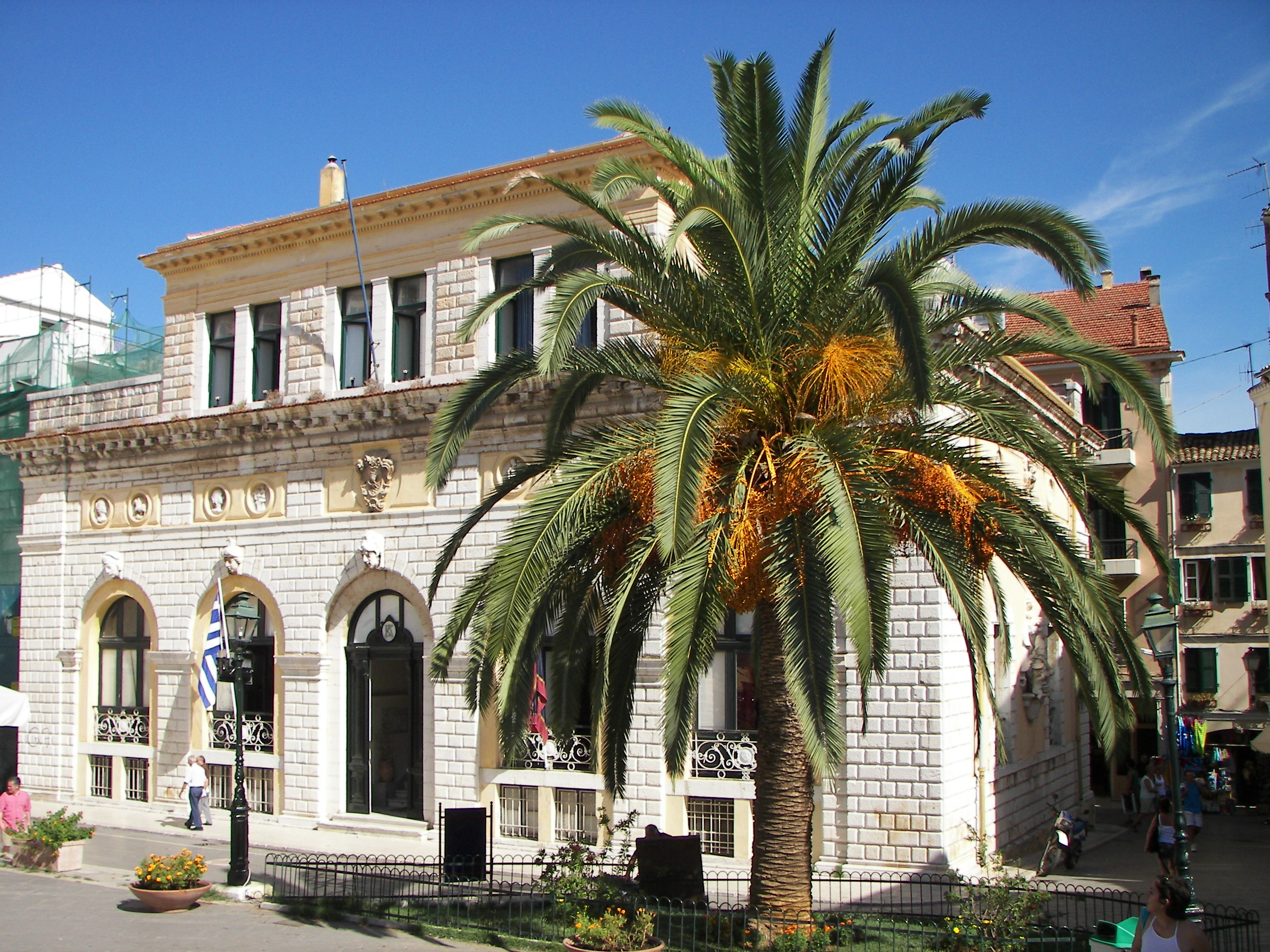
圣雅各伯剧院

科孚圣雅各伯贵族剧院（意大利语：Nobile Teatro di San Giacomo di Corfù）原为希腊科孚岛的一个剧院，在1733-1893年间成为希腊歌剧的中心。它吸引了意大利音乐家和作曲家，其中许多人成为科孚岛的永久居民，促进了当地的音乐发展。该剧院成为文化互动的催化剂，推动了爱奥尼亚音乐学派的发展。 科孚岛作曲家Nikolaos Mantzaros是意大利和科孚岛音乐传统之间协同效应的受益者。
圣雅各伯剧院现在是科孚市政厅。